# Getapnja
Getapnja – wieś w Armenii, w prowincji Ararat. W 2011 roku liczyła 1571 mieszkańców.